# Nights: Journey of Dreams
Nights: Journey of Dreams es un videojuego para la consola Wii de Nintendo. Es una secuela de Nights into Dreams un juego que salió en 1996 exclusivamente para la Sega Saturn. Sega Studios USA (También conocido como Sonic Team USA) es la encargada de desarrollar el juego con Takashi Iizuka como diseñador, que participó en el original como productor.
Al igual que con su predecesor, el juego se centra en Noches que vuelan a través de los sueños de los dos niños. El objetivo principal del juego es volar a través de los anillos mientras recolectas suficientes llaves para pasar al siguiente nivel. El desarrollo de Journey of Dreams comenzó poco después del lanzamiento de Shadow the Hedgehog en 2005 y fue dirigido por el veterano del Sonic Team Takashi Iizuka. El equipo tomó medidas para garantizar que el juego se mantuviera fiel al original, al tiempo que incorporaba una variedad de nuevas mecánicas y características. El escenario del juego fue diseñado para parecerse a Inglaterra, especialmente partes de Londres.
El juego recibió críticas mixtas a positivas.  Los críticos elogiaron las imágenes coloridas, las batallas contra jefes, la banda sonora y los efectos especiales del juego, pero la mayoría citó sus controles, cámara, estética y jugabilidad en general deficientes como fallas importantes. A pesar de la recepción mixta, Iizuka dijo que estaría interesado en hacer un tercer juego de Nights, en caso de que Sega encargara uno.

## Historia
William Taylor y Helen Cartwright son los nombres de los dos chicos que protagonizan este juego. Will es un chico al que le gusta el soccer y entrena junto con su padre, y Helen práctica el violín con su madre. Ambos viven en una ciudad llamada Bellbridge, que se parece un poco a Londres, con un gran puente y una torre de reloj enorme.
Las historias de Will y Helen son únicas, aunque comparten una estructura similar y en algunas ocasiones ambos se encuentran, mostrando que los eventos que viven ambos personajes podrían estar ocurriendo al mismo tiempo en ciertas ocasiones. Mientras NiGHTS into Dreams era acerca de conquistar tus miedos, NiGHTS - Journey of Dreams es sobre la importancia de la familia, la confianza en tus amigos y mantener siempre la esperanza.

## Personajes
- NiGHTS: La protagonista del juego, que se hace amiga de Will y Helen. NiGHTS detesta que le ordenen y le impongan limitaciones, vuela libremente a través de los cielos de Nightopia. NiGHTS esta lleno de curiosidad y ama cualquier cosa nueva e inusual. NiGHTS algunas veces asusta o divierte a las personas. Aunque NiGHTS no tiene un fuerte sentido de rectitud, no le agrada que Wizeman trate de eliminar Nightopia y decide ayudar a Will y Helen.

- Helen Cartwright: Helen es una chica de 12 años que vive en un área residencial. Ama el violín y sueña con tocarlo para una gran audiencia algún día. Helen tocaba el violín con su mamá cada día hasta que se interesó más en pasar el tiempo con sus amigas. Ella no se permitió sentir una profunda culpa por lo que le hacía a su madre y empezó a tener pesadillas.

- William Taylor: Will es un chico de 12 años, muy talentoso para el fútbol, desde muy joven entrenó con su padre incesantemente. Aunque Will es popular y el mejor jugador del equipo, no tiene muchos amigos por todo el tiempo que pasa con su padre. Cuando el padre de Will es transferido sin aviso, Will no pudo ir con él y estuvo devastado en la soledad. Pronto comenzó a tener pesadillas cada noche.

- Reala: Reala es un Nightmaren de primer nivel creado por Wizeman. A diferencia de NiGHTS, quien es libre y sin limitaciones, con gracia, brillante y alegre, Reala es obediente hacia Wizeman, su creador, ales cruel e insidioso. Como símbolo de su lealtad, Reala lleva una máscara "Persona" dado a él por Wizeman. Reala actúa como el líder de toda la fuerza de Nightmarens

- Wizeman: Wizeman es una entidad todopoderosa que busca regir la dimensión de los sueños, pero una cosa se pone en su camino: Nightopia. Después de haber creado el Dark World de Nightmare, Wizeman lo pobló con criaturas derivadas de su propia alma llamadas Nightmarens. Con la habilidad de crear desastres naturales. Con sus nightmarens, Wizeman solo puede tener éxito en su búsqueda por destruir Nightopia.

- Owl: Owl observa las aventuras de NiGHTS, Will y Helen, y les da consejos útiles e información durante las misiones, es quien da la bienvenida a los Visitantes de Night Dimension (la Plaza de Dream Gate)

## Introducción a la historia de Will
La historia de Will inicia con una práctica de su equipo, mientras los otros muchachos entrenan, Will entrena con su padre apartado de ellos. De pronto la escena cambia a una oscura donde el padre de Will se va, dejándolo a él solo, entonces Will se ve rodeado por sus compañeros de equipo, los cuales se burlan de él, sus ojos se vuelven rojos y se transforman en nightmarens. Will corre mientras es perseguido por ellos, entonces ve una luz brillante y se dirige hacia ella. Y de repente se encuentra en la plaza de Dream Gate.

## Introducción a la historia de Helen
La historia de Helen empieza con ella y su madre tocando el violín en el patio de la casa. El móvil de Helen suena, al revisar un mensaje, deja su violín, toma su bolsa y se va, dejando a su mamá sola. Helen se encuentra caminando con sus amigas mientras comen helado, entonces ella observa unos violines en el aparador de una tienda, y ve un reflejo de su madre, la culpa comienza a invadirla, entonces el reflejo y sus amigas se convierten en nightmarens. Helen comienza a correr, tratando de escapar de los nightmarens, cuando ve una luz brillante hacia la cual se dirige.Y de repente se encuentra en la Plaza de Dream Gate.

## Ahora en Wii
Gracias a las capacidades del Wii, el sistema de juego posee 4 sistemas de controles diferentes:
- Wii Remote: Los personajes serán controlados por el Wiimote.

- Nunchuk Style: Este estilo es cuando el nunchuk está conectado al Wiimote.

- Classic Style: El control clásico del Wii es conectado al Wiimote

- Game Cube: Usas el control del Nintendo Game Cube.

Al completar un escenario, ganas "persona masks", que le dan a Nights la habilidad de transformarse en: delfín, dragón y en cohete.
Naofumi Hataya, el compositor de la música del juego original, trabajó en la música de la secuela.
El juego tiene 7 mundos diferentes
Puedes hacer un mundo virtual llamado "My dreams", donde puedes usar a-life para cuidar a los nightopianos que rescatas en el modo de persecución de las misiones, también puedes ver el "My dreams" de otras personas en el modo en línea.
Dependiendo del clima que aparezca en el "Forecast Channel" del Wii, será el clima que aparezca en My Dream.
El juego cuenta con un modo de dos jugadores, con el cual puedes jugar contra otro jugador, ya sea que lo tengas registrado entre tus amigos, o no, a través del Wi-Fi

## Desarrollo

### Preludio
Una secuela de Nights into Dreams con el título provisional Air Nights se diseñó originalmente para Sega Saturn y posteriormente se desarrolló para Dreamcast con el control de movimiento como elemento central del juego. En una entrevista de agosto de 1999, Yuji Naka confirmó que se estaba desarrollando una secuela, pero en diciembre de 2000 el proyecto había sido cancelado. Naka expresó su renuencia a desarrollar una secuela después de la interrupción de Dreamcast, pero luego señaló en 2003 que estaría interesado en usar la licencia de Nights into Dreams para reforzar la identidad de Sega como desarrollador de videojuegos.  Casi al mismo tiempo, el diseñador de Nights into Dreams, Takashi Iizuka, dijo "mientras esté con Sega, crearé Nights nuevamente" en una entrevista sobre Sonic Heroes. La discusión sobre un nuevo juego de la serie había aumentado en frecuencia en 2006. Los rumores sobre una versión de Wii continuaron apareciendo cuando el desarrollador japonés G.rev publicó una lista de los próximos juegos, que incluía un título de Nights no especificado. Antes del desarrollo de Journey of Dreams, Naka confirmó en entrevistas retrospectivas que tenía la intención de basar el próximo juego de Nights en un controlador de movimiento único.

### Diseño
El escenario del juego fue diseñado para parecerse más a Inglaterra, particularmente a Londres. La torre del reloj de Bellbridge tiene un parecido sorprendente con el Big Ben. Una comparación lado a lado de la torre del reloj de Bellbridge con el Big Ben. Ambos comparten un parecido sorprendente en términos de arquitectura y diseño.
Nights: Journey of Dreams se conceptualizó por primera vez en noviembre de 2005 después del lanzamiento de Shadow the Hedgehog de Sonic Team. El diseño del juego fue preparado principalmente por Iizuka y tomó alrededor de seis meses para llegar al proceso de desarrollo.Iizuka quería asegurarse de que el próximo juego de Nights se mantuviera fiel al original y sintió la necesidad de mantener el concepto del juego fundamentalmente igual mientras incorporaba una variedad de nuevas mecánicas. A pesar de la cancelación de Air Nights, Iizuka enfatizó que siempre había querido hacer una secuela y afirmó que la salida de Sega de la fabricación de hardware no tuvo efecto en el retraso. Iizuka sintió que era el momento apropiado para lanzar un juego de Nights; sintió que la industria estaba dominada por la violencia y estaba ansioso por lanzar un título más familiar.  El equipo se dio cuenta de que la próxima Wii de Nintendo se comercializaba como una consola orientada a la familia y tuvo en cuenta sus funciones en línea y su diseño fácil de usar.
El equipo quería que Journey of Dreams girara en torno a una historia dramática con la esperanza de que el jugador lo encontrara más atractivo e intuitivo, ya que Iizuka pensó que Nights into Dreams original no era fácil de usar.  Originalmente, el juego tenía un sistema de vuelo 3D de itinerancia libre completo, pero Iizuka pensó que era demasiado complejo y "no tan divertido" como el elemento de vuelo central que se presentaba en el juego original.  Iizuka pensó que el desafío más difícil del proceso de desarrollo fue mantener divertida la mecánica de vuelo del juego mientras se desarrollaba sobre elementos del juego original. Para recrear la experiencia, el equipo probó una variedad de esquemas de control que incluían el control remoto de Wii y el Nunchuk, el control de GameCube y el control clásico; los dos últimos quedaron para los jugadores que preferían usar una configuración de control tradicional.  Inicialmente, el juego usaba el control remoto de Wii haciendo que el jugador lo apuntara a la pantalla, pero el equipo descubrió que sus sensores de movimiento no detectarían pequeños movimientos, por lo que Iizuka creó un sistema de puntero de movimiento híbrido alternativo, que creía que mantendría el  la experiencia divertida de volar del juego.  En una entrevista retrospectiva, Iizuka dijo que todo el juego se creó desde cero y usó un nuevo motor diseñado específicamente para Wii.
Sonic Team decidió dar voz a todos los personajes del juego, ya que Iizuka creía que el diálogo completo ayuda a agregar profundidad tanto a la historia como al juego. Con Nights ya diseñada como un personaje andrógino, el equipo quería dejar impresiones sobre el género en manos del jugador, a pesar de que Nights tiene una voz femenina en el juego. El equipo diseñó la franquicia Nights para que tuviera un estilo claramente británico, en contraste con Sonic the Hedgehog, que fue diseñado para ser más estadounidense. Por lo tanto, Bellbridge, el escenario principal del juego, se parece mucho a Londres y todos los personajes del juego tienen acento inglés. El equipo de desarrollo estaba formado por 26 miembros de Sonic Team en los Estados Unidos, mientras que todo el trabajo de sonido y CGI se desarrolló en Japón.